# Carlos Adolfo Urueta
Carlos Adolfo Urueta (Ayapel, Córdoba, 1873-13 de septiembre de 1931) fue un político colombiano. 
Se desempeñó como embajador de Colombia en Estados Unidos, ministro de relaciones exteriores en el gobierno de Jorge Holguín y ministro de guerra durante el gobierno de Enrique Olaya Herrera.

## Biografía
Nacido en Ayapel (Córdoba), estudió en la Universidad de Bolívar en Cartagena. Miembro del Partido Liberal Colombiano.
Participó en la Guerra de los Mil Días, del lado del bando liberal junto a Rafael Uribe Uribe.
Fue embajador de Colombia en Estados Unidos, entre el 11 de junio de 1917 y el 15 de octubre de 1921, siendo el primero en ser enviado luego de que Colombia retirara su embajador en 1912. Fue nombrado Ministro de relaciones exteriores en 1922. Enrique Olaya Herrera lo nombró ministro de guerra en julio de 1931.
Murió el 13 de septiembre de 1931, cuando iba a ser designado presidencial o vicepresidente por Enrique Olaya Herrera.

## Homenajes
Una Institución Educativa en Ayapel (Córdoba), lleva su nombre.